# アラン・コックス
アラン・コックス（Alan Cox、1968年7月22日 イングランド・ソリフル - ）は、イギリスのコンピュータプログラマである。彼はLinuxカーネルバージョン2.2ブランチを以前メンテナンスしており、遡ること1991年頃からLinuxカーネル開発に大きく関与し続けている。彼は妻テルサ・グウィン（Telsa Gwynne）とともに、ウェールズ・スウォンジに住んでいる。

## Linuxカーネル開発プロジェクトへの参加
コックスがスウォンジ大学のキャンパスに勤めていた頃、彼は大学のコンピュータ・ソサイエティが管理するマシンの一つに、当時リリースされたばかりの初期のバージョンのLinuxをインストールした。この最初のLinuxのインストールにより、彼はLinuxのネットワークの応答性が悪いことに気づき、ネットワーク関連のコードに多くのバグを見つけた。コックスはこれら多くのバグを修正し、続いてネットワーク・サブシステムの多くを書きかえた。こうして彼はカーネル全体の開発・管理を担う主要人物の一人にまでなった。
数年後、彼はバージョン2.2ブランチを管理し、そして2.4ブランチの彼自身のバージョンを管理するようになった（このバージョンは彼の名前の頭文字からacという識別子を付けられている。例: 2.4.13-ac1）。この版はたいへん安定しており、また直接ベンダーのカーネルに受け入れられるほどのバグ修正が含まれていた。彼が経営学修士(MBA)を修めるためLinuxへの関与を減らすまで、かつて、彼は、俗にリーナス・トーバルズの"右腕"(Second in Command)と見なされていた。
2009年7月28日、コックスは、彼が今までメンテナンスしていたTTY・レイヤー・サブシステムに関し、トーバルズによる退行バグ(Regression bugs)批判を受けた後、メンテナを辞退した（現在はグレッグ・クロー＝ハートマンがメンテナを務めている）。
アランは1999年から2009年までLinuxディストリビュータのレッドハットに勤めていた。2011年時点では、彼はインテルにて勤務している。
彼は、またGNOME、X.Orgプロジェクトにも参加しており、彼がアベリストウィス大学（ウェールズ大学連合の一つ）の学生だった時に作成した、オープンソースMUD、AberMUDの主要開発者でもある。

## 鉄道模型
アラン・コックスは、鉄道模型のNゲージキットを製造する企業Etched Pixels社を運営している。彼は、Ultima Model Engineeringの理事(Director)を務め、またYahoo Z_Scale、N gaugeグループのメンバーである。彼はいくつか小さいNゲージのレイアウトを持っている。

## 主義
アラン・コックスは、プログラミングの自由に対する熱烈な支持者である。同時に、ソフトウェア特許、デジタルミレニアム著作権法(Digital Millennium Copyright Act; DMCA)そして消費者に対するブロードバンドおよびデジタルテレビ促進法案(Consumer Broadband and Digital Television Promotion Act; CBDTPA)に対しては、遠慮なき反対者である。彼はこれら法を施行した米国への抗議のため、USENIXのサブグループを辞退し、DMCA違反でドミトリー・スクリャロフが逮捕された後、同じように収監されないように、彼は米国を訪問しない旨述べている。
2007年1月、彼は、"RMS"、即ちRights Management Systems(権利管理システム)という名の一連の特許を出願した。彼によると、これはデジタル著作権管理(Digital Rights Management; DRM)に対する特許である。コックスの以前の雇用先であるレッドハットは、（マーク・ウェビンクとコックス自身が草稿を作成した文書の中で、）自由ソフトウェアプロジェクトに対する特許行使を阻止するためのものであると主張している。
コックスはまた、イギリスのITシンクタンク、Foundation for Information Policy Research、ならびにイギリスのデジタル著作権に関するNPO、Open Rights Groupのアドバイザーも務めている。

## 受賞歴
コックスはブリュッセルで開催されたFOSDEMにて、フリーソフトウェア財団より、2003年のAward for the Advancement of Free Softwareを受賞した。
2005年10月5日、コックスはロンドンのLinuxWorld(現在はOpenSource World)授賞式にて、功労賞(Lifetime Achievement Award)を受賞した。